# Les Papillons japonais
Pour plus de détails, voir Fiche technique et Distribution.
Les Papillons japonais est un film muet français réalisé par Segundo de Chomón et sorti en 1908.

## Fiche technique
- Titre : Les Papillons japonais
- Réalisateur : Segundo de Chomón
- Société de Production :  Pathé Frères
- Pays d'origine :  France
- Genre : Film à trucs
- Durée : 4 minutes